# The Spark Files
The Spark Files (w wolnym tłumaczeniu Akta pomysłów/odkryć) – brytyjska seria książek z grupy spin-offów serii Strrraszna historia. Seria w humorystyczno-powieściowy sposób opisuje historię odkryć i wynalazków. Jej autorem jest Terry Deary.

## Tomy
1. Space Race (1998) (Ziemia, Księżyc i gwiazdy)
2. Chop and Change (1998)
3. Shock Tactics (1998) (elektryczność)
4. Bat and Ball (1998) (pęd)
5. Dog Run - (1999) (klasyfikacja biologiczna)
6. Dark Forces - (1999) (siła i ruch)
7. Light and Wrong - (1999) (światło)
8. Magical Magnets - (1999) (magnetyzm)

Książki quizowe:
1. The Secrets of Science (2000)
2. How Things Work (2000)
3. Mysteries of the Human Body (2000)
4. The Wonders of Maths (2000)